# Staatsdiener (Film)
Staatsdiener ist ein deutscher Dokumentarfilm von Marie Wilke aus dem Jahr 2015. Seine Premiere hatte der Film am 30. Juni 2015 auf dem Filmfest München. Der Kinostart war am 27. August 2015.

## Handlung
Der Film ist eine Langzeitbeobachtung der deutschen Polizeiausbildung. Er begleitet Polizeischüler und gibt Einblick in deren Denkweisen. Diese erleben die ruhige Ausbildung und die realen, nächtlichen Einsätze, die viel hektischer sind. Ebenfalls wird die Motivation zum Beruf des Polizisten – Freund und Helfer oder unkündbarer Beamter – behandelt. Der Film will keine Geschichte erzählen, sondern zeigt nur Ausschnitte aus der Wirklichkeit.

„Mir war es wichtig, einen offenen Blick zu behalten und einen Raum zu schaffen, in dem der Zuschauer sich frei bewegen kann. Man darf die Protagonisten auf ihrem Weg begleiten, aber man bleibt auf Distanz.“

## Rezeption
Der Filmdienst meinte, der Film beleuchte „ungeschönt die Methoden und Mechanismen der Schule, aber auch das Ringen der angehenden Polizisten zwischen hehrem Anspruch und den Niederungen des Alltags“. Er sei eine „differenzierte, aufmerksame Studie, die nicht“ werte, „sondern auf genaue Beobachtungen und untergründig auch auf eine schöne Portion Komik“ setze.
Die Deutsche Film- und Medienbewertung (FBW) verlieh dem Film das Prädikat „besonders wertvoll“.